# Meriam Abbas
Meriam Abbas (* 1970 in Bagdad), alternative Schreibweise Myriam Abbas, ist eine deutsch-irakische Schauspielerin.

## Leben
Abbas wuchs im Irak und ab dem zwölften Lebensjahr in Berlin auf. Ihre Schauspielausbildung absolvierte sie zwischen 1991 und 1994 am Mozarteum in Salzburg. Anschließend war sie unter anderem am Schloßparktheater Berlin, am Schauspielhaus Wien, am Volkstheater Wien (Titelrolle in Antigone von Sophokles), am Schauspielhaus Zürich und mehrfach an den Münchner Kammerspielen (z. B. in Psychose von Sarah Kane) zu sehen. Das Burgtheater in Wien engagierte sie in der Saison 2005/06 für die Uraufführung des Stücks Wir wollen den Messias oder die beschleunigte Familie von Franzobel.
Meriam Abbas wirkte außerdem in zahlreichen Film- und Fernsehproduktionen mit, z. B. in Nachtgestalten (1999) von Andreas Dresen oder in So schnell du kannst (2001) von Vivian Naefe. 2005 übernahm sie eine Rolle in Oday Rasheeds Debütarbeit Underexposure, dem ersten irakischen Spielfilm nach dem Fall des Saddam-Regimes und dem Beginn der US-Besatzung.

## Auszeichnungen
Für die „beste schauspielerische Leistung“ einer Saison erhielt Meriam Abbas 1998/99 den Karl-Skraup-Preis des Volkstheaters Wien. 1998 wurde sie mit der Kainz-Medaille der Stadt Wien (Kategorie: Förderungspreis II) ausgezeichnet.
2020 sprach sie in dem Hörspiel Güldens Schwester von Björn Bicker die Titelrolle. Es wurde Hörspiel des Monats Juli 2020 der Deutschen Akademie der Darstellenden Künste. In der Jurybegründung hieß es: „Herausragend gesprochen von Meriam Abbas“.

## Filmografie (Auswahl)
- 1999: Nachtgestalten
- 2001: Die Cleveren (Fernsehserie, Folge Der Messias)
- 2002: Drei Stern Rot
- 2002: So schnell du kannst
- 2005: Underexposure
- 2011: Verbrechen nach Ferdinand von Schirach (Fernsehserie, Folge Der Igel)
- 2012: Großstadtrevier (Fernsehserie, Folge Wunderbare Zukunft)
- 2014: Das Ende der Geduld
- 2014: SOKO Stuttgart (Fernsehserie, Folge Auf fremde Rechnung)
- 2015: Homeland (Fernsehserie, Folge Drecksarbeit)
- 2017: Fremde Tochter
- 2017: Baghdad In My Shadow
- 2019: Gegen die Angst
- 2019: Our River our Sky
- 2020: Polizeiruf 110: Tod einer Toten (Fernsehreihe)
- 2020: Contra
- 2020: Die Pfefferkörner und der Schatz der Tiefsee
- 2020: Bilderkriegerin
- 2021: Die Pfefferkörner (Fernsehserie)
- 2022: Tatort: Marlon (Fernsehreihe)
- 2023: Das Mädchen von früher (Fernsehfilm)
- 2025: Kein Tier. So Wild.

## Hörspiele (Auswahl)
- 2006: Philippe Bruehl: Toulouse Confidential – Regie: Philippe Bruehl (Hörspiel – SWR)
- 2009: Gustave Akakpo: Die Aleppo-Beule. Regie: Beatrix Ackers (Hörspiel – SR)
- 2013: Keigo Higashina: Verdächtige Geliebte – Bearbeitung und Regie: Steffen Moratz (Hörspiel – WDR)
- 2013: Etel Adnan: Arabische Apokalypse – Realisation: 48nord/Ulrike Brinkmann/Klaudia Ruschkowski (Hörspiel – DKultur/HR)
- 2014: Fabrice Melquiot: Als ich Charles war – Regie: Steffen Moratz (Hörspiel – SR/DKultur)
- 2020: Björn Bicker: Güldens Schwester – Regie: Björn Bicker (Hörspiel – BR)